# Qualification de matériel
 (janvier 2023).
Si vous disposez d'ouvrages ou d'articles de référence ou si vous connaissez des sites web de qualité traitant du thème abordé ici, merci de compléter l'article en donnant les références utiles à sa vérifiabilité et en les liant à la section « Notes et références ».
La qualification de matériel est un test effectué lors de l'installation d'un nouvel équipement industriel. Ce test est destiné à démontrer l’aptitude de l'équipement à satisfaire les exigences spécifiées dans un cahier des charges.
Il existe quatre types de qualification :
1. élément 1 : qualification de conception (QC) ;
2. élément 2 : qualification d'installation (QI) ;
3. élément 3 : qualification opérationnelle (QO) ;
4. élément 4 : qualifification de performances (QP)[1].

Par exemple, en centrale nucléaire, un matériel dit IPS (important pour la sûreté) installé(modifié) doit être (re)qualifié. 
Dans le cadre de l'avionique (équipement électronique destiné aux aéronefs), le terne "qualification" recouvre aussi les tests de robustesse à l'environnement physique de ce matériel. On parle dans ce cas de la qualification environnementale. Les tests des différentes contraintes environnementales sont décrits dans les différents chapitres de la norme DO-160 ou ED-14 : Environmental Conditions and test Procedures for Airborne Equipment.